# Keith Ballard
Keith Galen Ballard (Baudette, 26 novembre 1982) è un ex hockeista su ghiaccio statunitense.

## Carriera
In NHL ha indossato le maglie di Phoenix Coyotes (2005-2008), Florida Panthers (2008-2010), Vancouver Canucks (2010-2013) e Minnesota Wild (2013-2015).

## Palmarès

### Mondiali
- 1 medaglia:
  - 1 bronzo (Repubblica Ceca 2004)